# Megachile inexspectata
Megachile inexspectata är en biart som beskrevs av Rebmann 1968. Megachile inexspectata ingår i släktet tapetserarbin, och familjen buksamlarbin. Inga underarter finns listade i Catalogue of Life.